# Kárpáti Norbert
Kárpáti Norbert (Budapest, 1971. május 6. –) magyar, operett-musical színművész.

## Életpályája
1989-től a Rock Színház tagja volt. 1995-től szerepelt a szolnoki Szigligeti Színházban. Színészi diplomáját 1997-ben kapta a Színház- és Filmművészeti Egyetemen, osztályvezető tanára Szinetár Miklós volt. 1997-től a székesfehérvári Vörösmarty Színház társulatához szerződött. 2002-től a  Miskolci Nemzeti Színház, 2004 és 2008 között a Győri Nemzeti Színház művésze volt. Jelenleg szabadfoglalkozású színművész.

## Fontosabb színházi szerepei
- Leonard Bernstein – Artur Laurents – Stephen Sondheim: West Side Story... Tony
- Pierre-Augustin Caron de Beaumarchais: A sevillai borbély... Figaro
- Rudyard Kipling – Dés László – Geszti Péter – Békés Pál: a dzsungel könyve... Maugli; Csil
- Kálmán Imre: Csárdáskirálynő... Edwin; Bóni; (Kaucsiánó Bonifác gróf)
- Kálmán Imre: Marica grófnő... Báró Zsupán Kálmán
- Claude-Michel Schönberg: Miss Saigon... Thuy
- Georges Feydeau – Schwajda György – Fekete Mari: Egy hölgy a Maximból... Corignon hadnagy
- Kerényi Imre – Balogh Elemér – Lázár Zsigmond: Csíksomlyói passió... Plútó
- Gágyor Péter: A nap árnyéka... Rontó vitéz
- Szirmai Albert – Bakonyi Károly – Gábor Andor: Mágnás Miska... Miska (lovászlegény)
- Weöres Sándor: Holdbéli csónakos... Holdbeli csónakos
- William Shakespeare: Lóvátett lovagok... Biron (a király kísérője)
- Luigi Magni – Bernardino Zapponi – Vajda Katalin: Legyetek jók, ha tudtok... Cirifischio
- Michael Stewart: Szeretem a feleségem... Wally
- Andrew Lloyd Webber – Tim Rice: Evita... Magaldi
- Zerkovitz Béla: Csókos asszony... Ibolya Ede; Dorozsmai István
- Kálmán Imre: Marica Grófnő... Báró Zsupán Kálmán
- Müller Péter – Tolcsvay László – Müller Péter Sziámi: Isten pénze... Fiatal Scrooge
- Victor Hugo: Quasimodo... Frollo atya (a Notre Dame főesperese)
- Nemes István – Böhm György – Korcsmáros György – Horváth Péter – Dés László: Valahol Európában... Ficsúr; Egyenruhás
- Fényes Szabolcs: Maya... Rudi
- Bertolt Brecht – Kurt Weill: Filléres opera... Brown (London rendőrfőkapitánya)
- John Kander – Bob Fosse – Fred Ebb: Chicago... Mary Sunshin
- Katona József: Bánk bán... Ottó (meráni herceg, Gertrudis öccse)
- Fenyő Miklós: Hotel Menthol... Röné (a csókkirály, gitáron)
- Andrew Lloyd Webber: Jézus Krisztus Szupersztár... Júdás; Jézus; Pilátus

## Filmek, tv
- Színház- és Filmművészeti Egyetem 1997 – Diplomaosztó